# Misteri dal profondo
È  stato accolto generalmente in modo positivo dalla critica e dal pubblico.
Misteri dal profondo (The Gorge) è un film del 2025 diretto da Scott Derrickson e scritto da Zach Dean.

## Trama
Due agenti speciali, Drasa e Levi, con addestramento avanzato da tiratori scelti, vengono assegnati, da una segretissima azienda di mercenari militari privati, a due torri di guardia che si trovano ai lati opposti di un'enorme e misteriosa gola, con l'incarico di sorvegliare e proteggere le postazioni per un intero anno da ciò che è sotto nella gola della vallata, perennemente avvolta da una nebbia imperscrutabile. Da subito i due si rendono conto che durante la notte esseri mostruosi tentano di arrampicarsi verso di loro ma cooperando riescono a contenere ogni minaccia. La loro intesa cresce fino al punto in cui Levi riesce con una teleferica a raggiungere Drasa.
Dopo una notte di complicità tra i due, si crea un legame romantico, ma mentre Levi tenta di rientrare alla sua postazione, in una imboscata dei mostri si tronca il cavo, e cade nella gola. Levi riesce ad aprire un paracadute e Drasa si paracaduta immediatamente per aiutarlo. Giunta in fondo alla gola, la coppia realizza che la tetra foresta è infestata da un male misterioso e oscuro che si annida al suo interno.
Cercando di sopravvivere alle mostruosità che emergono dal profondo della gola, scoprono una catastrofica minaccia per l'umanità: un vecchio e segretissimo sito di ricerca biologica creato a scopi militari all'epoca della seconda guerra mondiale. A causa di un terremoto, il sito ha compromesso e contaminato tutta la zona e tutti i suoi abitanti, rimescolando il DNA di piante, animali, insetti e umani, generando così una pletora di mostruosità ostili. Con una vecchia Jeep, Levi e Drasa risalgono la gola seminando ancora una volta i mostri. 
Il giorno successivo, al controllo mensile di avanzamento con il loro datore di lavoro, Levi mente in merito alla scoperta del segreto custodito da decenni dalla DarkLake, agenzia paramilitare, la quale, però,  inizia a dar loro la caccia ritenendoli compromessi. I due intanto devono scappare ad almeno 4,2 chilometri di distanza dal cuore della gola, così da salvarsi dall’esplosione finale. Drasa quindi va in Francia Di Levi, invece, si sono perse le tracce. Con qualche giorno di ritardo, i due si rincontrano, giurandosi amore eterno.

## Produzione
Durante le varie interazioni tra le torri i due protagonisti giocano a scacchi e suonano la batteria a distanza; chiaro riferimento a precedenti film/serie interpretati dai due attori: La regina degli scacchi e Whiplash.

## Distribuzione
Il film è stato distribuito su Apple TV+ a partire dal 14 febbraio 2025.

## Riconoscimenti
- Astra Television Awards
  - 2025 - Candidatura alla migliore attrice in una miniserie o film per la TV ad Anya Taylor-Joy
  - 2025 - Candidatura al miglior attore in una miniserie o film per la TV a Miles Teller
  - 2025 - Candidatura al miglior film per la televisione
- Critics Choice Super Awards
  - 2025 - Candidatura al miglior attore in un film di fantascienza/fantasy a Miles Teller
- Primetime Emmy Awards
  - 2025 - Candidatura al miglior film per la televisione
  - 2025 - Candidatura al miglior montaggio sonoro per una serie limitata o antologica, un film o uno speciale